# バッド・マイロ!
『バッド・マイロ!』（Bad Milo!）は2013年のアメリカ合衆国のコメディ映画。監督はジェイコブ・ヴォーン、主演はケン・マリーノが務めた。

## ストーリー
ダンカンはストレスを溜め込みやすい性格で、職場での人間関係に悩まされていたが、それを上手く吐き出すことができずにいた。妻のサラはそんな夫を心配していた。ある日の夜、ダンカンの腹部に激痛が走った。不安になったダンカンが消化器内科を受診したところ、大腸に巨大なポリープが発見された。ちょうどその頃、アライグマと思しき凶暴な生物が人間を襲って殺すという事件が発生し、世間を震撼させていた。
ほどなくして、ダンカンはポリープと事件の間に関連があると知らされる。実は、ダンカンのポリープは自我を宿しており、彼にストレスを与えた人間を殺害していたのである。ダンカンはポリープをマイロと名付け、彼と共存する道を探ることになった。その過程で、ダンカンは両親が隠していたある秘密を知ることになった。

## キャスト
※括弧内は日本語吹替
- ダンカン: ケン・マリーノ（金光宣明）
- サラ: ジリアン・ジェイコブス（大井麻利衣）
- ロジャー: スティーヴン・ルート
- ハイスミス: ピーター・ストーメア（佐瀬弘幸）
- ベアトリス: メアリー・ケイ・プレイス
- フィル: パトリック・ウォーバートン（宮本克哉）
- ボビー: クメイル・ナンジアニ
- マイロ（声）: スティーブ・ジシス（松本健太）

## 製作・公開
2013年3月10日、本作はサウス・バイ・サウスウェストでプレミア上映された。18日、マグネット・リリーシングが本作の全米配給権を獲得したと報じられた。2014年9月29日、スクリームワークス・レコーズが本作のサウンドトラックを発売した。

## マーケティング・興行収入
2013年7月30日、本作のレッドバンド・トレイラーが公開された。31日、本作の全年齢版予告編が公開された。10月4日、本作は全米11館で限定公開され、公開初週末に4503ドル（1館当たり409ドル）を稼ぎ出し、週末興行収入ランキング初登場94位となった。

## 評価
本作は批評家から好意的に評価されている。映画批評集積サイトのRotten Tomatoesには34件のレビューがあり、批評家支持率は62%、平均点は10点満点で5.86点となっている。サイト側による批評家の見解の要約は「『バッド・マイロ!』はそのグロテスクな設定で観客の期待値を大きく下げており、実際に異様な雰囲気を纏ってはいるが、どうにか面白い作品に仕上がっている。」となっている。また、Metacriticには14件のレビューがあり、加重平均値は62/100となっている。